# 滋賀県外国人学校一覧
滋賀県外国人学校一覧（しがけんがいこくじんがっこういちらん）は滋賀県におけるインターナショナルスクール（外国人学校）の一覧。

## 朝鮮学校

### 大津市
- 滋賀朝鮮初級学校

## ブラジル学校

### 東近江市
- 日本ラチーノ学院

### 愛荘町
- サンタナ学園

### 湖南市
- ラテン学園

## フィンランド学校

### 大津市
- 日本フィンランド学校